# Косарь-богатырь
«Косарь-богатырь» — советский мультфильм, выпущенный в 1976 году киностудией Беларусьфильм.

## Сюжет
По мотивам белорусской народной сказки. Деревенский мужичок Фёдор Набилкин, благодаря природной смекалке и хитрости, побеждает несметное войско Змея Горыныча, напавшего на город.

## Съёмочная группа
| Режиссёр-постановщик      | Лев Шукалюков                           |
| Авторы сценария           | Галина Карпова, Георгий Вдовенков       |
| Оператор                  | Л. Виссарионова                         |
| Художник-постановщик      | Евгений Ларченко                        |
| Художники-мультипликаторы | Фёдор Елдинов, Александр Мазаев         |
| Композитор                | Сергей Кортес                           |
| Звукооператор             | Юрий Сбоев                              |
| Роли озвучивали           | Борис Владомирский, Геннадий Овсянников |
| Монтажёр                  | В. Антипова                             |
| Ассистент режиссёра       | Л. Лукашенко                            |
| Редактор                  | Олег Белоусов                           |
| Директор                  | Леонарда Зубенко                        |

## Критика
Евгения Голикова-Пошка указывает, то главный герой мультфильма своим видом не соответствует имиджу богатыря и действует умом и хитростью, а не силой. Она указывает, что этот образ типичен для представления белорусских богатырей в мультфиьмах 1970-х годов, в то же время русских богатырей изображали физически крепкими. По ее словам мультфильм наполнен юмором и характерными белорусскими народными поговорками и прибаутками.